# DeJuan Jones
DeJuan Lytelle Jones (ur. 24 czerwca 1997 w Lansing) – amerykański piłkarz występujący na pozycji lewego obrońcy, reprezentant Stanów Zjednoczonych, od 2025 roku zawodnik San Jose Earthquakes.